# 佐藤亮子
佐藤 亮子（さとう りょうこ）は、日本の教育評論家。自身の息子3人と娘1人の4人全員を大学受験において最難関とされる東京大学理科三類に合格させたことで注目され、その経験を踏まえ、母親の子育て方法などに関する教育本を執筆している。愛称は佐藤ママ。

## 経歴
大分県出身の元英語科教師で、現在は奈良県在住。長女が女子高校生だった2016年から2017年に教育活動家としてフジテレビのバイキングなどの番組に出演していた。
大分県立大分上野丘高等学校・津田塾大学学芸学部英文学科卒業。大学卒業後、大分県内の私立高校で英語教師として2年間教壇に立った教師経験者である。東大卒の年上の弁護士と結婚して、長男、次男、三男、長女の順で3男1女の4人の子供を出産した。
夫は1950年5月生まれ、東京大学文学部インド哲学科を卒業した弁護士の佐藤真理である。日本共産党所属の政治家でもあり、2000年の第42回衆議院議員総選挙と2003年の第43回衆議院議員総選挙に奈良1区より日本共産党公認で出馬したが、それぞれ3万2337票（得票率19.3%）と2万10票（得票率12.1%）で落選している。奈良合同法律事務所に所属しており、奈良弁護士会の1994年度会長を務めたほか、自由法曹団幹部を務める。
長男・次男・三男が揃って東京大学理科三類に合格。2015年の時点では、1998年度生まれの女子高校生の長女の大学受験をサポートしながら進学塾などで講演していた。2017年には長女も東京大学理科三類に合格。2017年の春より浜学園アドバイザーに就任し、講演している。
2010年代に3兄弟を東京大学理科三類に合格させた母親として本を書き、2017年までテレビ出演していたが、長女の東大合格後の2018年からテレビ出演を控えている。

## 子供
三男一女（長女は第4子）。

### 長男
1991年（平成3年）生まれ。2歳の時の1993年に公文に入塾する。1994年にバイオリン、1995年にスイミングを開始する。1998年に小学校に入学する。2001年に浜学園に入塾する。2004年に灘中学校に合格する。2010年に後期受験で東京大学理科一類に合格する。1年の浪人を経て、2011年に東京大学理科三類に合格する。冷静で堅実。他の兄弟から彼が長男で良かったと信頼されている。灘中学校から東京大学までサッカー部で活動していた。東大受験では現役時に理科一類には合格したものの理科三類には不合格になり、周囲からまさかの大番狂わせと言われる。浪人時代は手を抜かず勉強を続けて翌年理科三類に合格する。

### 次男
1993年（平成5年）3月生まれ。1994年に公文に入塾する。1995年にバイオリン、1996年にスイミングを開始する。1999年に小学校に入学する。2002年に浜学園に入塾する。2005年に灘中学校に合格する。2011年に東京大学理科三類に現役合格する。高校時代に同級生と漫才コンビを組んでM-1グランプリに出場（1回戦で敗退）。大学受験では夏にペースダウンするが佐藤ママから「ここで人生懸けなくてどうする」と励まされて理科三類に合格する。東京大学では野球同好会に所属していた。

### 三男
1995年（平成7年）2月生まれ。1996年に公文に入塾する。1997年にバイオリン、1998年にスイミングを開始する。2001年に小学校に入学する。2005年に浜学園に入塾する。2007年に灘中学校に合格する。2013年に東京大学理科三類に現役合格する。マイペースでこだわる性格。中学時代は卓球部。中学受験では佐藤ママの過去問徹底反復方法及びキッチンタイマーを使用した集中力養成方法で灘中学校に合格する。3人目の受験だったため佐藤ママも合格ラインが実感でき、「これだから大丈夫」と太鼓判を押して理科三類に合格する。

### 長女
1998年（平成10年）5月生まれ。1999年に公文に入塾する。2001年にバイオリン、2002年にスイミングを開始する。2006年に小学校に入学し、同時にピアノを開始する。2007年に浜学園に入塾する。2011年に洛南高等学校附属中学校に合格する。2017年に東京大学理科三類に現役合格する。性格は素直で真面目な女の子である。勉強は理数系の科目が得意だが、世界史が苦手で佐藤ママが面白いストーリーを作り苦手を克服した。ピアノなど音楽活動に熱中したり、シャンプーを徹底的にするなど美容に気を付けたり、文房具の収集に凝ったりするなど、女の子らしい性格。医者ではなく専業主婦志向があることから、佐藤ママから「女子の受験は男子と違う」と実感させている。

## 理論
- 著書で述べている子育て論では、4人兄弟を他の兄弟や友達と比較せず公平に接する[10]。リビングを勉強机にする[11]。最難関の中学・高校へ行くのが東大合格への第1歩[12]。テレビ・ゲーム・漫画は非日常の物にして生活とのメリハリをつける[13]。カップラーメンをテストのご褒美にする[14]。実技教科である音楽科・家庭科・体育科など受験に無関係の科目も重視する[15]。大部分の割合で勉強ができているから安心の意識は危険な言葉で、常に100点満点を狙う[16]。英単語の単語帳は真ん中から始めて意味は1つだけ覚える[17]。東大英語レベルの英検準1級は中学時代から挑戦[18]。古文・漢文・英語などの文章分野は日本語訳や現代語訳を読めば理解が早まると主張している[19]。
- 神社での合格祈願など神頼みはせず、食事や睡眠など健康管理の徹底など現実主義の方が受験に強くなるとしている。私立中学校の志望理由は中高一貫なら無駄なく学べるため[20]。その理由は、大分県の私立高校の英語教師時代に、中学英語では英単語や文法のレベルが易しかったが、高校英語では必修単語が2000語に急増して文法も難しくなるため、中高一貫校の方が6年間継続してバランス良く学べるカリキュラムがあり合理的であると学んだからだとしている。進学塾通いは小学校の不足部分を補足するためで、特に社会科と理科の学習量が不足していると思考している[21]。中学受験のトラブル、例えば子供がやる気をなくす・ストレスで体調を崩すといったことのほとんどは親が原因であるとする。親が子供の資質や性格を無視して受験させたり、ブランド本位で学校を決めたり、感情的になって子供を叱ったりすることがトラブルの原因である。それぞれの子供にとって一番良い進路は何か子供本位で思考したら問題は起きないとしている[22]。
- 受験の実態として中学受験は鉛筆1本の美しい勝負である[23]。中学受験をする理由は、10代の思春期の時期こそ学習環境を重視するべきだからである。難関大学や医学部合格者が多い私立の中高一貫校で納得のいく環境で学んだ方が良い。コツコツタイプの子供は大学受験で勝負すべきである。国語の読解問題は物事を深く思考させる問題であるので精神年齢が大人っぽい子が有利である。算数の文章問題と図形問題は直感力が必要な問題で頭のひらめきが必要である。大学受験は12歳から18歳までの6年間の中等教育の期間にコツコツ努力できる子供なら必ず成果が出るとしている[24]。
- 塾の教材は親が確認すべきである。どんな教材にも愛情が必要で、愛がある教材は基礎問題から実用問題などで作り手の気持ちが入り段階的に構成されている教材が良いとしている。塾は小学校4年生から入るのがベストである。塾の雰囲気は入試情報の量で選ぶ[25]。塾に丸投げでは合格しない[26]。

## 佐藤式勉強方法
- 授業⇒宿題⇒テストを繰り返せば成績は上がる[27]。成績が不安定な子供には過去問が効果がある。テストは弱点をチェックするためにある。時間の管理方法は母親が作る1週間時間割が効果的で、その日の勉強内容は母親がノートに書いておく。塾の宿題は大量の宿題でも3日に分けると楽である。宿題は答えを必ず埋める[28]。
- 勉強の必需品はコピー機・タイマー・カレンダーで、これらの生活用品が大活躍する。文房具は2セット用意する。テキストの整理には100円均一のケースが便利である[29]。採点は親がして子供を休ませる。更に親が採点すると勉強の穴が見つかる。佐藤式勉強方法では成績は5週間かけて5点ずつ上げていく。正答率の高い問題を間違えない。勉強の心構えとして、模試の結果に一喜一憂しない。受験は他人ではなくて自分との戦いである。苦手科目の出現など、勉強のスランプの原因は勉強量の不足である[30]。朝の学習は早起きが得意な親子のみ効果ある。女子の受験は男子より長期戦で綺麗すぎるノートは無駄である[31]。家族関係としては勉強が進んできたら親は一歩引き、更に父親の役割は母親の話をひたすら聴くことである。
- 国語は親の音読でイメージアップを図る。また、親が新聞を要約し、漢字とことわざは完璧にできるまで繰り返す[32][33][34][35]。
- 計算は間違えたら拡大コピーをしてやり直す[36][37][38][39]。
- 算数の答えのページはラインを引く[40]。理科の星座は実際に見て覚える[41][42][43][44]。
- 地理の知識は旅行関係の『るるぶ』の観光ガイド本で覚える[45]。
- 日本史の時代の流れの学習は、漫画の日本史などの分かりやすいアニメの本で覚える[46]。
- 小学校4年生で計算力と漢字力を付けて、小学校6年生の1年間は5つの期間に分けて勉強する[47]。

## 著書
- 『「灘→東大理Ⅲ」の３兄弟を育てた母の秀才の育て方』（角川書店、2014年）
- 『受験は母親が9割　灘→東大理Ⅲに3兄弟が合格！』（朝日新聞出版、2015年）
- 『「灘→東大理Ⅲ」３兄弟の母が教える中学受験勉強法』（KADOKAWA、2016年）
- 『「灘→東大理Ⅲ」の3兄弟を育てた母が明かす志望校に合格するた知っておきたい130のこと』（ポプラ社、2016年）
- 『図解「灘→東大理Ⅲ」の３兄弟を育てた母の秀才の育て方』（KADOKAWA、2016年）
- 『３男１女東大理Ⅲ合格百発百中絶対やるべき勉強法』（幻冬舎、2017年）
- 『子どもの才能を最大限伸ばす子育て』（ポプラ社、2017年）（※内村周子との共著）
- 『志望校は絶対に下げない！受験で合格する方法100』（ポプラ社、2018年）
- 『佐藤ママの 強運子育て心得帖: 幸せと成功を引き寄せる 53の言葉』（小学館、2018年）
- 『3男1女東大理Ⅲの母 私は6歳までに子どもをこう育てました』（中央公論新社、2018年）
- 『佐藤ママの子育てバイブル 三男一女東大理3合格！学びの黄金ルール42』（朝日新聞出版、2018年）
- 『3男1女 東大理Ⅲ合格百発百中 算数 国語 絶対やるべき勉強法』（幻冬舎、2018年）
- 『3男1女東大理Ⅲ合格！　教えて！佐藤ママ　18歳までに親がやるべきこと』（祥伝社、2019年）